# Милорава, Хатуна Ильинична
Хатуна Ильинична Милорава (род. 21 февраля 1972) — грузинский театральный режиссёр.

## Биография
Хатуна Милорава родилась 21 февраля 1972 года в Тбилиси.
1978-1989 гг. она училась в русско-английской спецшколе № 116 города Тбилиси.
В 1996 г. окончила Тбилисский государственный университет имени И. Джавахишвили, специальность: магистр русской филологии, а затем факультет режиссуры драмы (мастерская академика Лили Иоселиани) Тбилисского театрального института имени Шота Руставели в 2002 году.
В своих постановках Хатуна Милорава выражает эстетику Новой Драмы, что вызывает поиск нового театрального языка в её творчестве.

## Постановки
- 1998 — «Птичка», по мотивам рассказа Нодара Думбадзе, Самефо убнис театри («Королевский окружной театр»), Тбилиси
- 1999 — «Штосс», по мотивам рассказа Михаила Лермонтова, Самефо убнис театри («Королевский окружной театр»), Тбилиси
- 2000 — «Водевили», по мотивам ранних рассказов Антона Чехова, Самефо убнис театри («Королевский окружной театр»), Тбилиси
- 2004 — «Страх и отчаяние в III Империи», по мотивам пьес «Шпион» и «Жена Еврейка» Бертольта Брехта, «Театральный погреб на Руставели», Тбилиси
- 2005 — «Шоу, которое когда-то началось», Мюзикл, «Театр на Атонели», Тбилиси
- 2007 — «Незаконченный роман», по мотивам пьесы Александра Гельмана «Скамейка», «Театр на Атонели», Тбилиси
- 2009 — «Мошейники», по мотивам пьесы Валентина Красногорова «Любовь до потери памяти», «Театр на Атонели», Тбилиси
- 2011 — «Чужая жена и муж под кроватью», по мотивам одноименной повести Фёдора Достоевского, «Театральный погреб в Ваке» (Театр Илиауни), Тбилиси
- 2013 — «Дежавю», по мотивам пьесы Александра Гельмана «Скамейка», Тбилисский Государственный центральный детский театр имени Нодара Думбадзе, Тбилиси
- 2013 — Михо Мосулишвили «Важа-Пшавела,или наблюдение неизвестного» (Мифо-ритуальная пьеса в одном акте), читка, Театр киноактеров имени Михаила Туманишвили, Тбилиси
- 2014 — Михо Мосулишвили «Моя Зарянка» (грустная, слишком грустная комедия), Тбилисский академический театр имени К. Марджанишвили, Тбилиси

## Призы и награды
- Приз зрительских симпатий Санкт-Петербургского общества "Театрал" за спектакль «Дежавю» на Международном фестивале камерных театров и спектаклей малых форм «АrtОкраина», 2013 г.[1]